# 細身矮脂鯉
細身矮脂鯉（学名：Nannocharax gracilis）為輻鰭魚綱脂鯉目琴脂鯉亞目複齒脂鯉科的其中一種，為熱帶淡水魚，分布於非洲剛果河中央流域，體長可達4.3公分，棲息在底中層水域，生活習性不明。